# Nick Viergever
Nick Viergever, född 3 augusti 1989 i Capelle aan den IJssel, är en nederländsk fotbollsspelare (försvarare) som spelar för Utrecht. Han har även spelat i Nederländernas landslag.

## Karriär
Den 31 augusti 2021 värvades Viergever av tyska Greuther Fürth, där han skrev på ett tvåårskontrakt. Den 16 maj 2022 värvades Viergever av Utrecht, där han skrev på ett tvåårskontrakt.